# 台南真假熊貓事件

在疑似大熊貓的黑白熊的頭胸之間有明顯的V形白紋

台南真假熊貓事件又被稱為台南黑白熊事件、真假熊貓疑案、黑白熊鬧劇、黑白熊騙局。指的是1987年底元旦期間，台灣台南市一家私人動物園展出一隻疑似大熊貓的黑白熊的事件。由於大熊貓為中國國寶，同時也是国际自然保护联盟濒危物种红色名录濒危级稀有動物，涉及敏感問題（因此媒體與園方僅稱其為黑白熊），引得新闻媒介、专家学者一阵忙乱，一时之间成为热门话题。後來該黑白熊被證實為人工染色後就作為鬧劇、不了了之。

## 事件概要
1987年12月24日，位於台灣台南市安平工業區內的一家私人動物園「台南動物園」對外大肆宣傳一只「吃竹葉」、「毛色黑白相間」的動物將被引進該動物園重金打造的，帶有全天廿四小時開放冷氣，並由兩名制服女輪班看守的宮殿式獸欄。由於動物園主兼熊主洪滄海故作神秘，強調這隻熊不是大熊貓，而是花了十多年時間從兩種黑熊（馬來熊和台灣黑熊）雜交繁殖出來的黑白熊，一方面又對外暗示這是只大熊貓，因此很快立刻就上了新聞頭條。最初洪滄海對外隱瞞熊主身份，並稱這是他花重金租來的。
26日，當時台灣唯一曾製作大熊貓標本及觸摸大熊貓皮毛的專家夏元瑜到台南動物園玻璃窗外實地觀察後，初步鑑定園方展出的應該就是大熊貓；他說，如果能再做牙齒及糞便鑑定，即可完成確認。中華民國自然生態保育協會理事長張豐緒表示將邀集專家南下徹底追查處理。
27日，園方稱人太多了，增加了三道鐵欄。各路專家均未可接近該熊，只能從三道鐵欄外眺望。雖然不確定，但幾乎都認為展出的應該就是大熊貓，並一致否認雜交繁殖出來的可能性。同時已有人懷疑该熊是人工染出來的。為吸引遊客注意，園方在熊宮外豎立一張一人高正牌大熊貓的畫像，但沒有任何文字說明。
29日，多次前往參觀的民眾表示自己看到的熊與先前的不一樣。民眾們表示24日的黑白熊頭胸之間有明顯的V形白紋，而25日換了一隻體積較大的母熊，28日出現的第3隻熊，體型和24日那隻相仿，但V形紋已消失，因此如果在沒有染色的「改良」下，顯然有多隻黑白熊。園主洪滄海堅決否認擁有三隻黑白熊的說法，堅持只有一隻。
31日，台南地檢署首席檢察官黃勤鎮決定派人蒐集資料，深入了解園方是否構成詐欺刑責。一位染色專家和一位畜試所新竹分所所長均表示有方法可以實現完美染色。
1988年1月3日，行政院農委會官員與台大動物系主任李琳琳、師大動物系教授呂光洋前往鑑定這隻熊時，恰巧動物園主上台北參加華視節目《頑皮家族》，飼養負責人也恰巧不在，所以他們破門而入，經過近距離觀察後，他們初步鑑定這不是大熊貓而疑似馬來熊，確定不是狗熊。「真假貓熊疑案」，已引起財政部注意。
10日，大肆宣傳，本要在《頑皮家族》出現的「熊貓」出現嚴重腹瀉，節目被改以猩猩婚禮。主人首次承認他擁有三隻黑白熊，另兩隻亦因為狀況不太好而未予公開。黑白熊開始淡出人們的視線。

## 事後相關
- 台南動物園於1987年9月26日開幕，向台南市政府申請營業到來年十月，是作為原有的「太空城遊樂園」而新增設的動物園。動物園由企業家洪滄海、洪志修策劃經營，但經營一直都不太順利。黑白熊的真實身分成謎，好奇民眾在元旦三天的假期中爭相湧入該園欲一睹牠的真面貌，該園受益無窮。[6][13]

- 由於當時台灣的動物園除了台北市立動物園與高雄市壽山動物園是屬於地方政府教育局，其他私立動物園皆是在地方政府建設局登記，差不多都是以「育樂公司」型態、以營利事業辦理登記，缺乏直接的管轄權。1988年1月28日，行政院農委會特別去函教育部，籲請盡速研擬「公私立動物園管理辦法」。[14][15][16]

- 1988年4月，該事件已成為鬧劇。來台訪問的国际野生生物保护学会執行長乔治·夏勒看過張豐緒的照片後，一口否認了假熊貓。[17]

- 本來「貓熊」一詞本在台灣不如「熊貓」普及，但因為這個事件的關係，夏元瑜的「為貓熊正名」首次受到人們關注。造成了台灣當時首次的全民討論是「貓熊」還是「熊貓」。[3][18]事件的結果就是1990年，新聞局正名了「貓熊」、「熊貓」，將其統一稱為「熊貓」；而農委會則認係這是「外行指導內行」，繼續叫「貓熊」。[19]

- 夏元瑜作為台灣唯一曾製作熊貓標本及觸摸過熊貓皮毛的專家，同時也是唯一到台南動物園玻璃窗外近距離實地觀察的專家，因為沒能即時認出大熊貓，被諷稱「老羞仙」（夏元瑜外號「老蓋仙」）。[20]

- 該事件的最終的結果，就是被認為是一個經過精心策劃的廣告活動。[21]